# Wijdemeren
Wijdemeren és un municipi de la província d'Holanda del Nord, al centre-oest dels Països Baixos. L'1 de gener de 2009 tenia 23.437 habitants repartits per una superfície de 76,55 km² (dels quals 28,46 km² corresponen a aigua). Limita al nord amb Weesp, a l'oest amb Loenen, a l'est amb Hilversum i al sud amb Breukelen i De Bilt.

## Centres de població
- Ankeveen
- Boomhoek
- Breukeleveen
- 's-Graveland
- Kortenhoef
- Loosdrecht
  - Nieuw-Loosdrecht
  - Oud-Loosdrecht
- Muyeveld
- Nederhorst den Berg
- Overmeer

## Ajuntament
El consistori està format per 19 regidors:
- CDA, 5 regidors
- PvdA, 3 regidors
- VVD, 4 regidors
- Dorpsbelangen Loosdrecht, 3 regidors
- Dorpsbelangen Wijdemeren, 2 regidors
- GroenLinks 2 regidors